# Gêncio
Gêncio (em latim: Gentius; grego Γένθιος, Génthios; governou entre 181-168 a.C.) foi o último rei ilírio do Reino Ardieu. O nome parece derivar do proto-indo-europeu *g'en "gerar", cognato do latim gens, gentis: "parentes, clã, raça". Ele era o filho de Pleurato III, um rei ardieu que manteve relações muito fortes com Roma. A principal cidade de Gêncio foi Escodra, na Albânia, a capital do Estado Ardieu naquele tempo.